# Ophiozonella
Genre
Ophiozonella est un genre d'ophiures de la famille des Hemieuryalidae.

## Liste des genres
Selon World Register of Marine Species (5 mars 2019) :
- Ophiozonella alba (Lütken & Mortensen, 1899)
- Ophiozonella antarctica Seno & Irimura, 1968
- Ophiozonella antillarum (Lyman, 1878)
- Ophiozonella astarte (Clark, 1949)
- Ophiozonella bispinosa (Koehler, 1897)
- Ophiozonella casta (Koehler, 1904)
- Ophiozonella cavernalis Okanishi & Fujita, 2018
- Ophiozonella clypeata (Lyman, 1883)
- Ophiozonella confusa Koehler, 1930
- Ophiozonella contigua (Lütken & Mortensen, 1899)
- Ophiozonella depressa (Lyman, 1878)
- Ophiozonella eloy Thuy, Gale, Stöhr & Wiese, 2014 †
- Ophiozonella falklandica Mortensen, 1936
- Ophiozonella granulifera H.L. Clark, 1941
- Ophiozonella hexactis Stöhr, 2011
- Ophiozonella insularia (Lyman, 1868)
- Ophiozonella longispina (Clark, 1908)
- Ophiozonella marmorea (Lyman, 1883)
- Ophiozonella media (Koehler, 1904)
- Ophiozonella molesta (Koehler, 1904)
- Ophiozonella nivea (Lyman, 1875)
- Ophiozonella novaecaledoniae Vadon, 1990
- Ophiozonella oedilepis (Murakami, 1942)
- Ophiozonella platydisca (H.L. Clark, 1911)
- Ophiozonella polyplax (H.L. Clark, 1911)
- Ophiozonella projecta (Koehler, 1905)
- Ophiozonella sincera (Koehler, 1906)
- Ophiozonella stellamaris (Fell, 1952)
- Ophiozonella stellata (Lyman, 1878)
- Ophiozonella stoehrae Thuy & Kroh, 2011 †
- Ophiozonella subtilis Koehler, 1922
- Ophiozonella tessellata (Lyman, 1878)
- Ophiozonella thomasi Thuy, Gale, Stöhr & Wiese, 2014 †

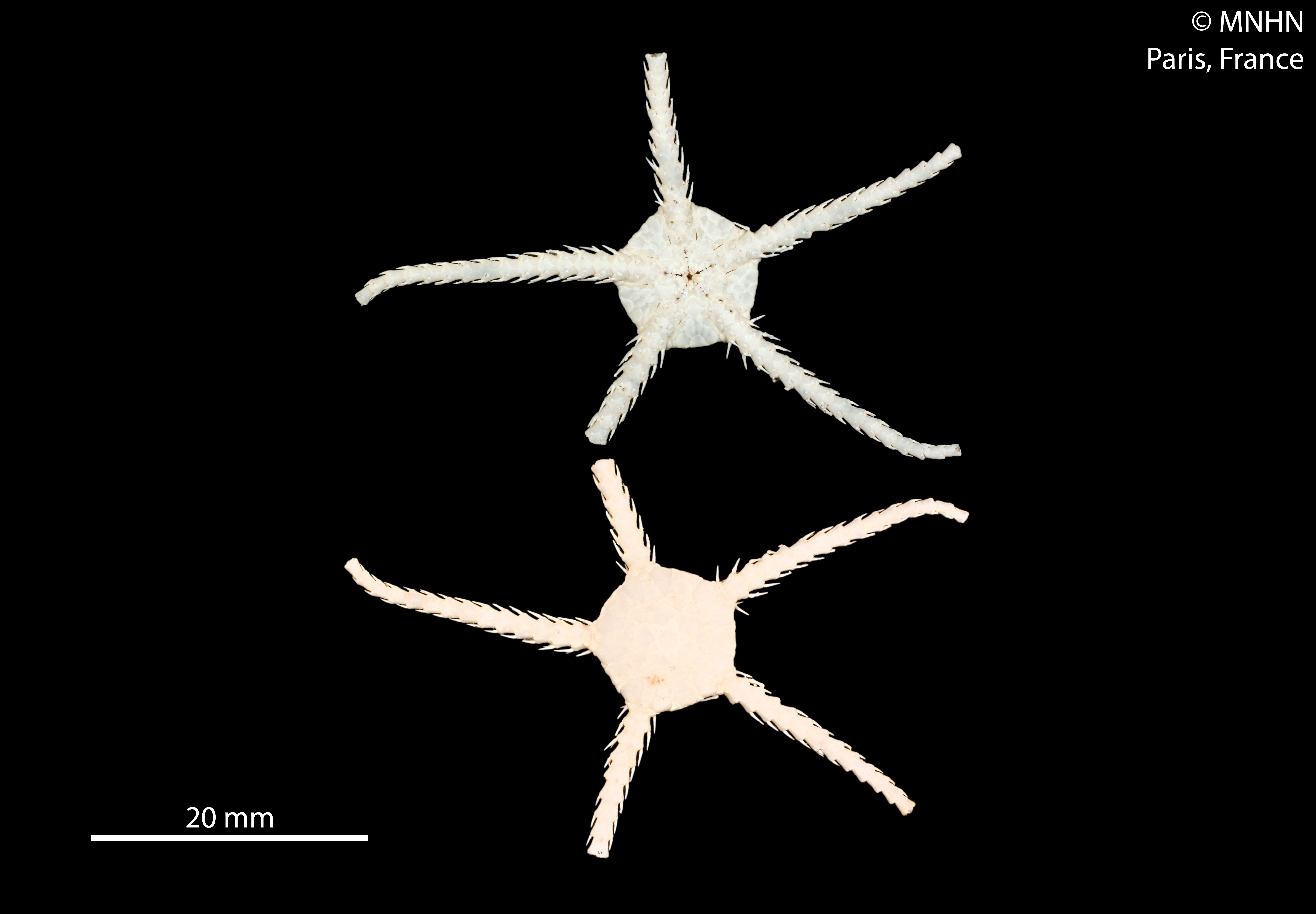
Ophiozonella alba
Ophiozonella confusa
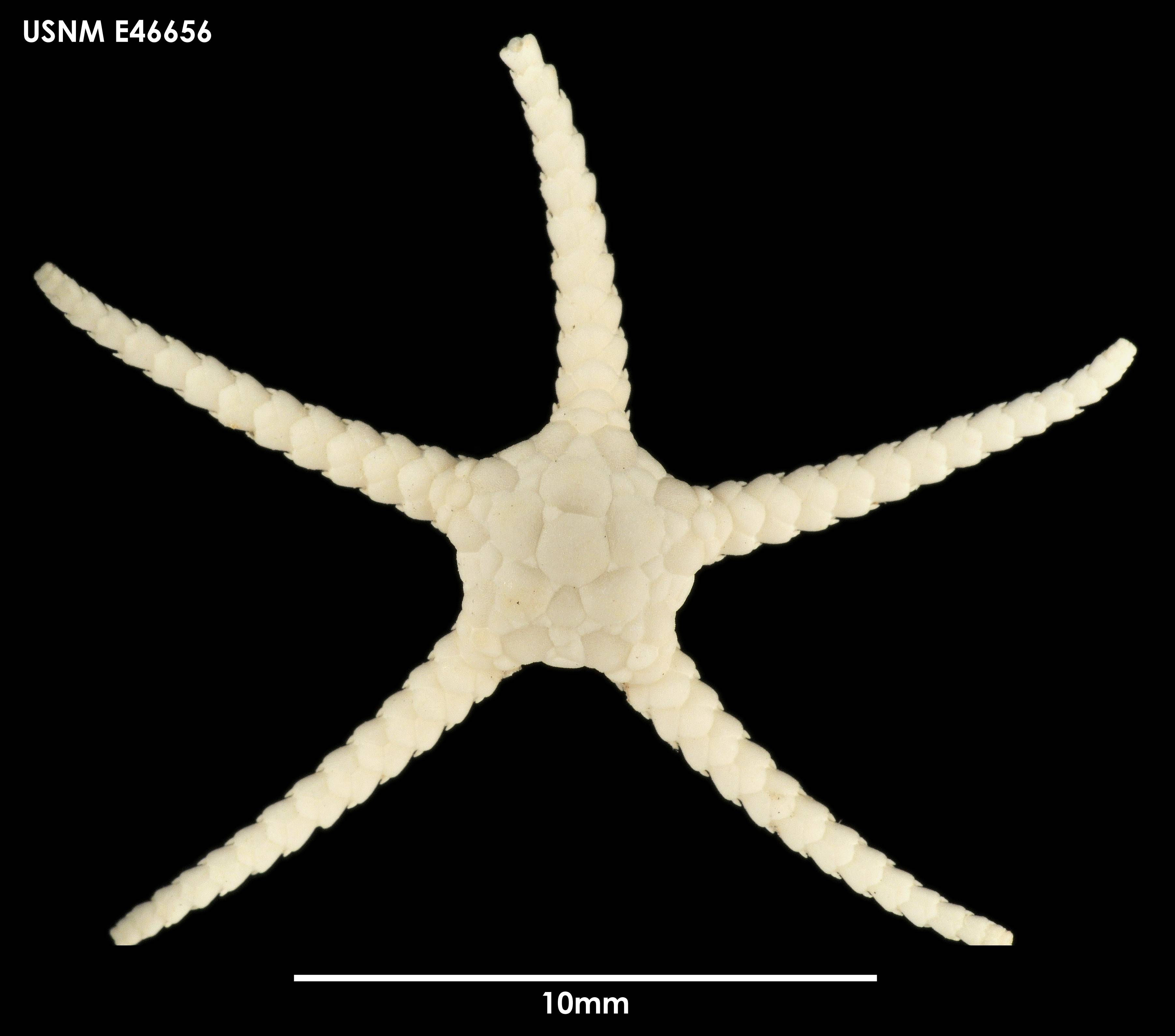
Ophiozonella falklandica
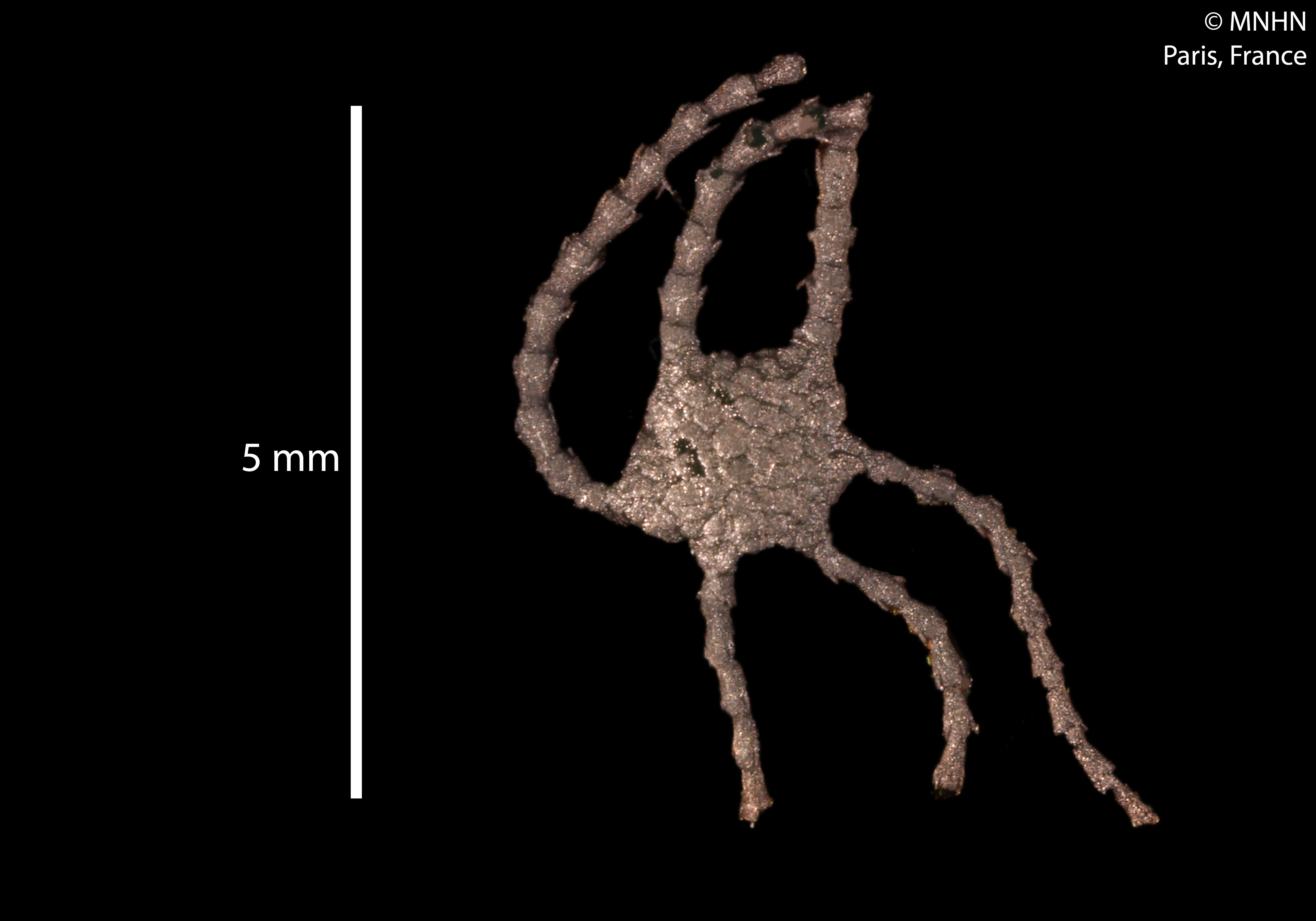
Ophiozonella hexactis
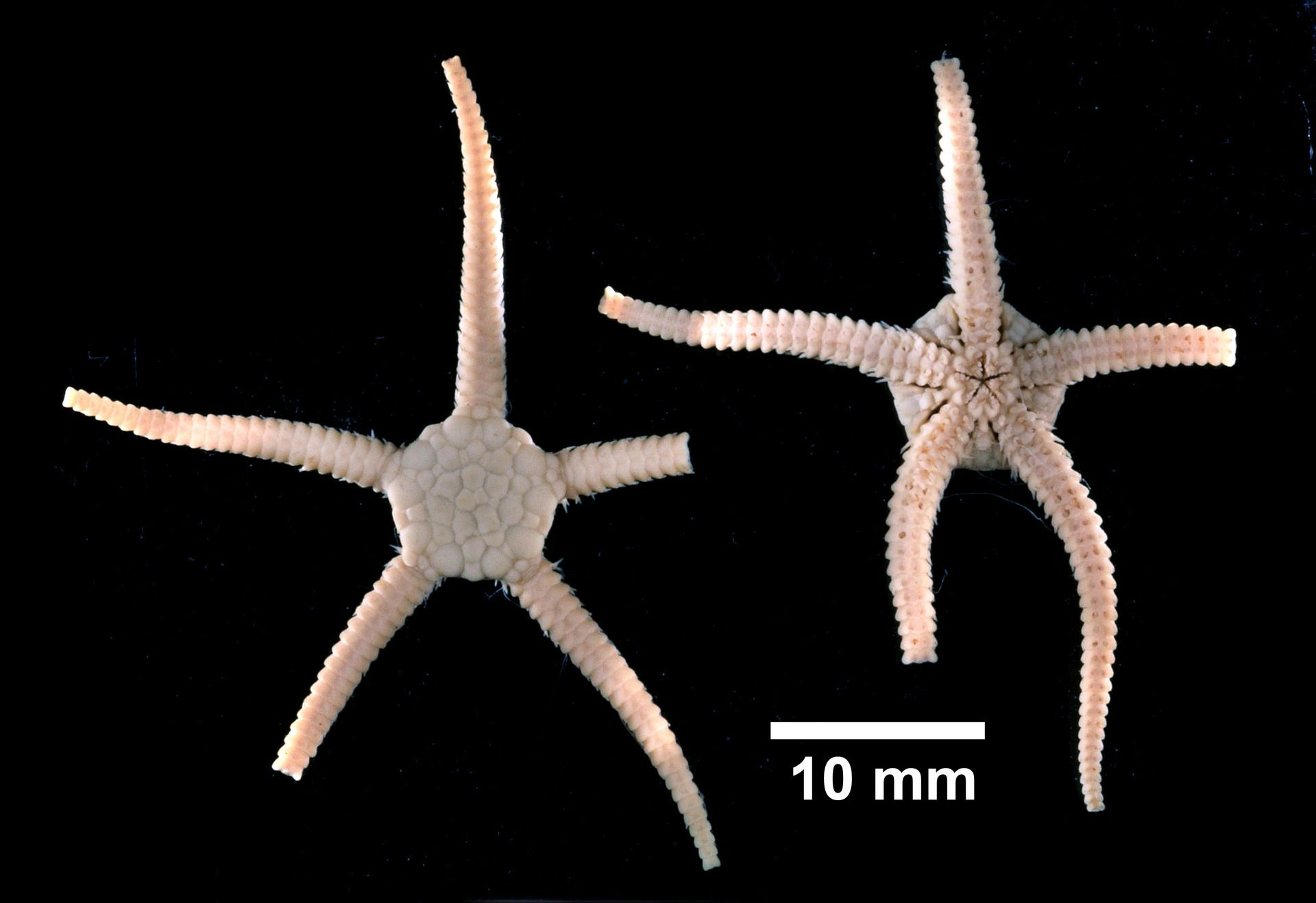
Ophiozonella marmorea
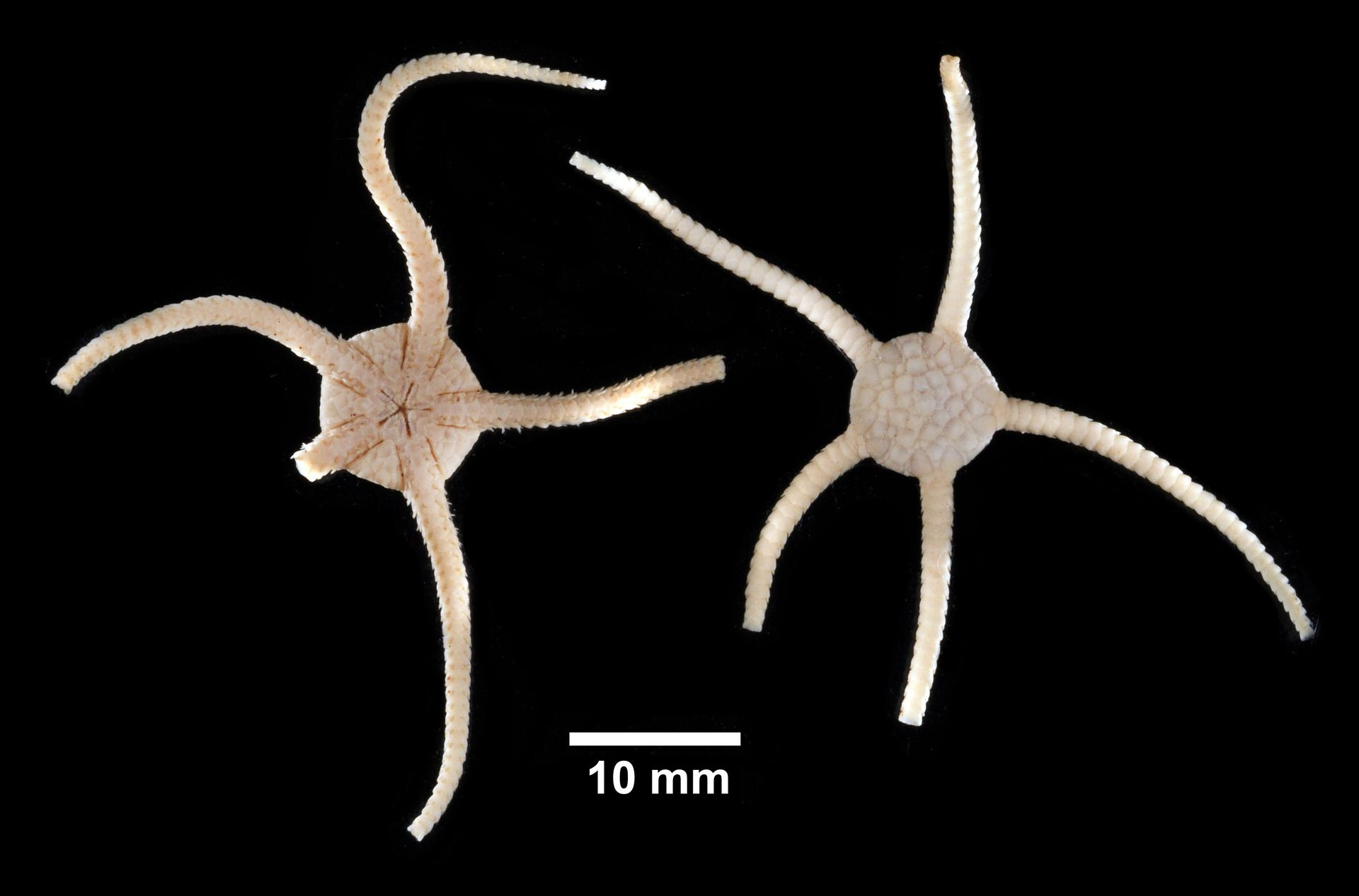
Ophiozonella nivea
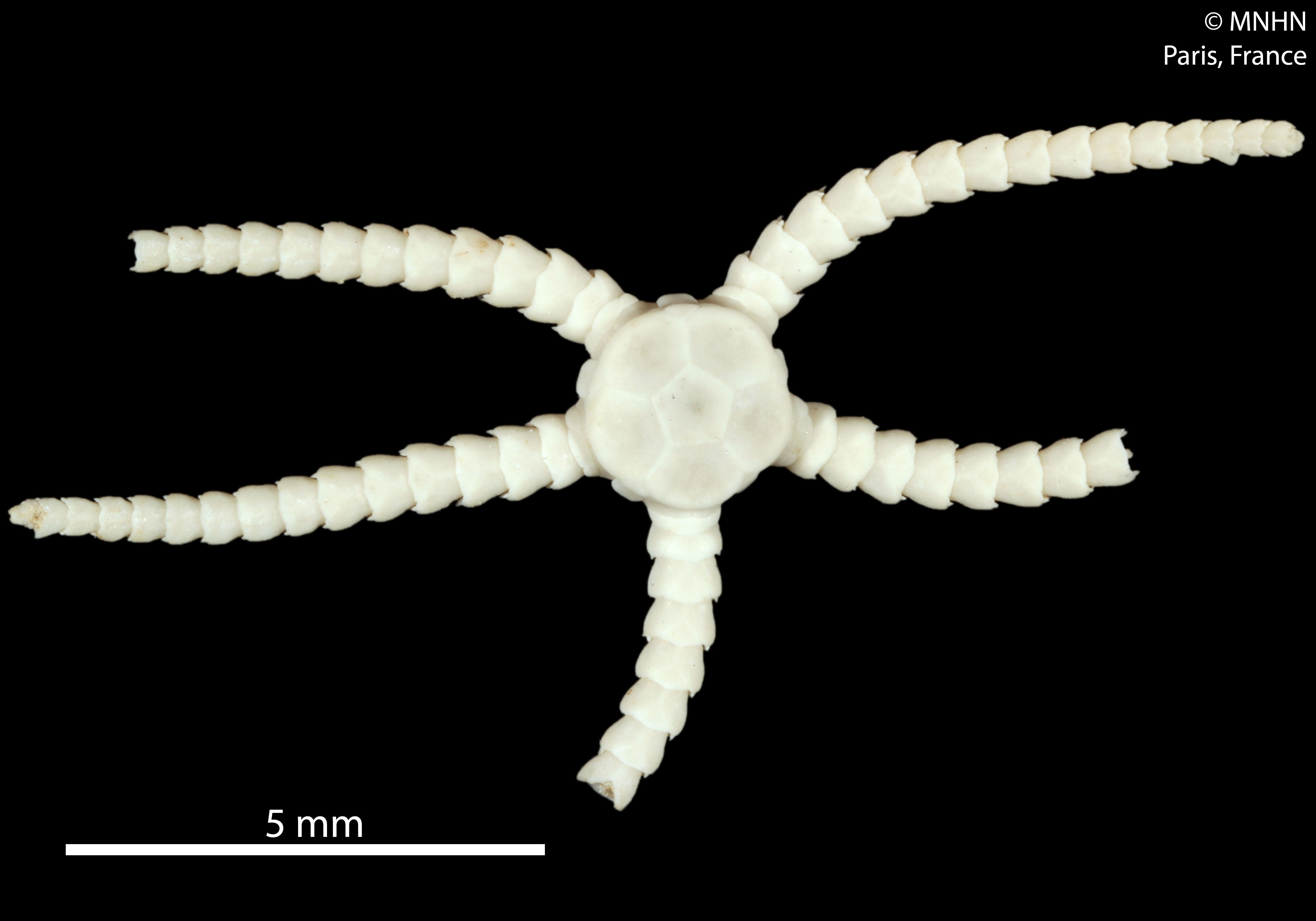
Ophiozonella novaecaledoniae
Ophiozonella stellamaris
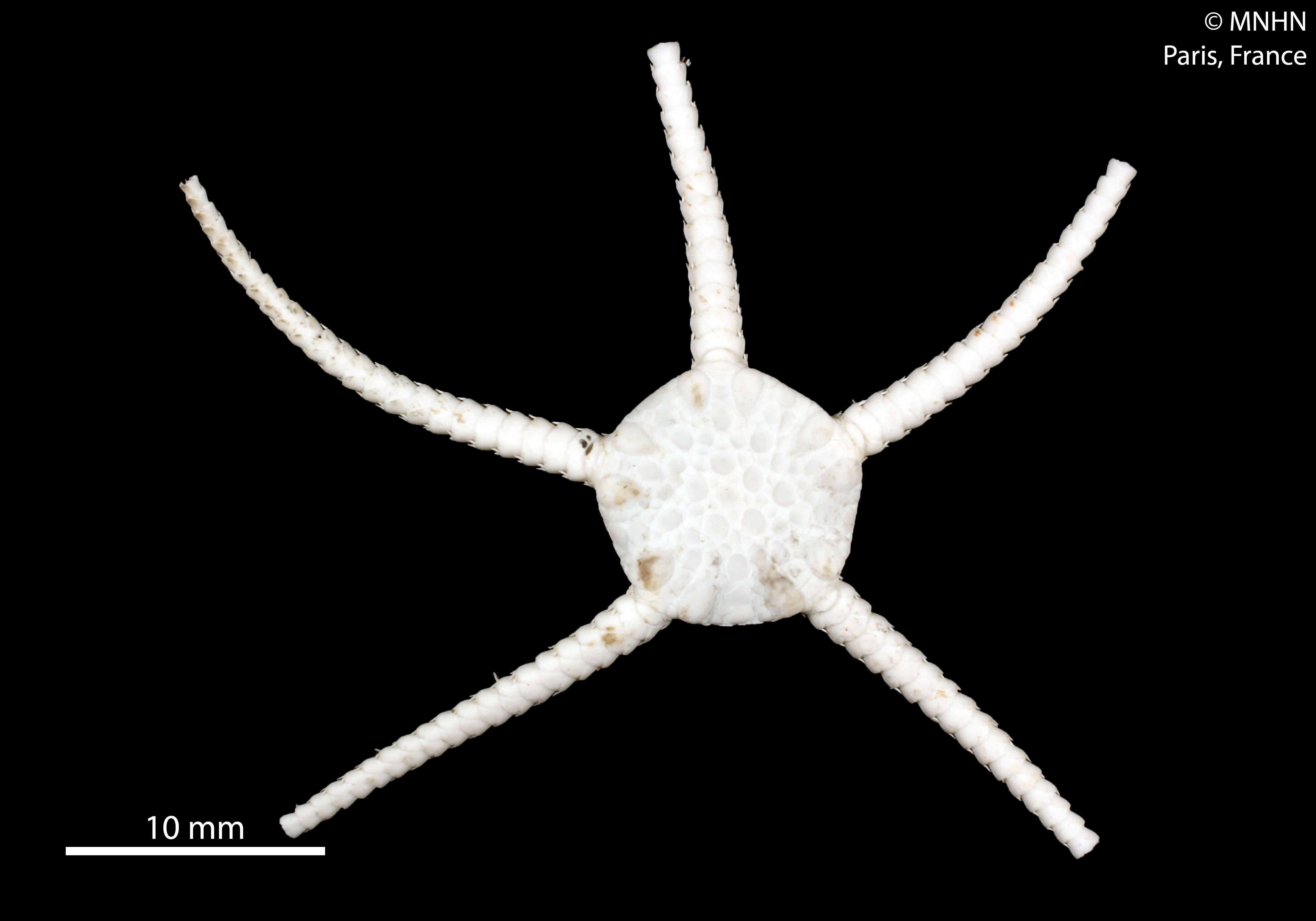
Ophiozonella subtilis